# Попов, Тодор
Тодо́р Ивано́в Попо́в (болг. Тодор Иванов Попов; 23 января 1921, Дряново, Болгария — 2 февраля 2000, София, Болгария) — болгарский композитор, дирижёр и педагог. Народный артист НРБ.

## Биография
В 1949 году окончил Государственную музыкальную академию по классам теории и композиции у Парашкева Хаджиева, Веселина Стоянова, Марина Големинова и Панчо Владигерова и в 1957 году — аспирантуру Московской консерватории под руководством Евгения Голубева (композиция). В 1945—1946 годах — дирижёр оркестра Военного театра в Софии; состоял композитором Ансамбля песни и пляски Министерства внутренних дел Болгарии. В 1950—1952 годах — ассистент кафедры гармони Болгарская консерватории. В 1955—1962 годах — редактор журнала «Пионерски ръководител». В 1962—1969 годах — 1-й секретарь Союза болгарских композиторов, а с 1972 года — его ответственный секретарь. Автор массовых песен, получивших широкую известность на рубеже 1940-х — 1950-х годов (наиболее популярные из кинофильма «Утро над Родиной»). Писал музыку к кинофильмам.

## Сочинения
- симфоническая поэма «Рожен» / Рожен (1954)
- сюита «Далёкое детство» / Далечно детство (1957)
- оратория «Светлый праздник» / Светъл празник (1959)
- кантата «Песня о Большом дне» / Песен на големия ден (1968)
- концерт для виолончели с оркестром (1952)
- 2 струнных квартета (1956, 1963)
- инструментальные пьесы

## Награды
- 1952 — Димитровская премия (за песни и музыку к кинофильму «Утро над Родиной»)
- 1959 — Димитровская премия
- 1974 — Народный артист НРБ